# Forat Negre (Granera)
El Forat Negre és una cova del municipi de Granera, al Moianès. Està situada a la banda de llevant del torrent de la Riera i del camí del Marcet, i a poc més de 50 m al nord-est de la font de l'Avellaner. És en terres de la masia de l'Agulló. Té un recorregut de 55 m i un desnivell de 3 m. La boca d'entrada es troba a 673 m d'alçada.
S'hi van documentar uns fragments de ceràmica, que estableixen la datació del jaciment al període del Bronze Antic (del 1800 aC al 1500 aC). Aquests materials estan ubicats als magatzems del Museu d'Història de Sabadell. Està inventariat com a element de patrimoni natural al Mapa de Patrimoni Cultural de la Diputació de Barcelona, tot i que no té cap protecció legal.

## Descripció

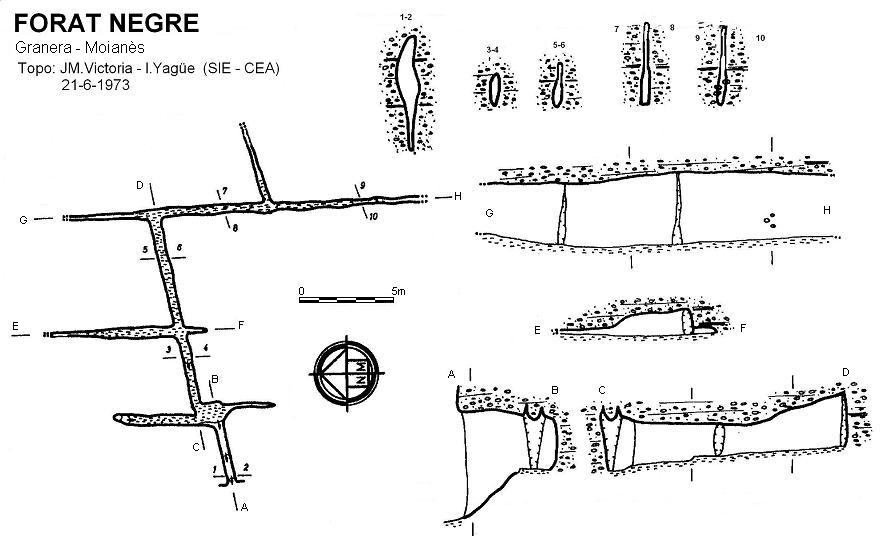
Mapa topogràfic del Forat Negre fet per la Secció d'Investigacions Espeleològiques del Centre Excursionista Àliga el 1973

Es tracta d'una antiga surgència excavada en els conglomerats de l'Eocè (55,8 ± 0,2 milions d'anys a 33,9 ± 0,1 milions d'anys) dipositats sobre els gresos del mateix període. Està formada a expenses d'una petita xarxa residual de diàclasis en encreuament ortogonal de nord a sud i d'est a oest.
La boca d'accés, orientada a ponent i a un nivell inferior que la resta de la cavitat, forma una fissura estreta d'uns 2 m de longitud que desemboca a una saleta d'entrada, a un nivell superior, on es bifurquen tres galeries. Les dues galeries que discorren de nord a sud, als laterals, són més estretes i curtes. En canvi, la central i que penetra cap a l'est és la més ample, d'uns 40 cm, és més alta, d'entre 2 m i 2,5 m, i fa uns 12 metres de llargària. A la meitat del recorregut, a l'esquerra s'obre una nova galeria de nord a sud, més estreta i de poc més de 5 metres de llarg.
Al final de la galeria principal, que ha anat guanyant una mica d'alçada, incideix perpendicularment en una altra. Cap a l'esquerra s'acaba al cap de pocs metres i a la dreta segueix uns 20 metres més fins que es fa impracticable per l'estretor. A la meitat d'aquesta última galeria de nord a sud hi ha una nova bifurcació cap a l'est que acaba a poc més de 5 metres del seu inici.
L'estretor de la cavitat fa que s'hi hagi d'accedir de costat. A dins es noten corrents d'aire, la qual cosa fa pensar en l'existència de xemeneies internes o potser d'alguna altra entrada.

## Història
La cova es coneix des de temps immemorial per la gent de la contrada. La primera visita espeleològica documentada va ser feta pel Grup d'Exploracions Subterrànies del Club Muntanyenc Barcelonès el setembre del 1964. El 1966 va ser visitada per membres de l'Agrupació Excursionista Terra i Mar, tal com consta a una pintada feta per l'entitat a la saleta d'entrada. El juny del 1973 membres de la Secció d'Investigacions Espeleològiques del Centre Excursionista Àliga, de Barcelona, van fer la primera topografia i estudi de la cavitat.